# Баглай Сергій Миколайович
Баглай Сергій Миколайович (нар. 25 січня 1959, Дніпропетровськ  — 3 травня 1982, Афганістан)  — прапорщик, командир 4 кулеметно-гранатометного взводу, 5 мотострілецька рота, 191-й омсп в/ч п/п 39676. Учасник афганської війни.

## Життєпис
Народився 25 січня 1959 року в м. Дніпропетровськ Дніпропетровської області УРСР. Закінчив школу № 68 у м. Дніпропетровськ. Працював в Дніпропетровськом комбінаті гірничо шахтного обладнання. 3 травня 1977 року його було призвано до лав Радянської Армії. Закінчив школу прапорщиків. З лютого 1980 проходив службу в Афганістані в 191-й омсп в/ч п/п 39676 5 мотострілецька рота (МСР), Баглай В. М. командир 4 кулеметно-гранатометного взводу (ПГВ).

## Нагороди
- Медаль «За бойові заслуги»
- орден Червоної Зірки (посмертно)

## Пам'ять
- Відкрито меморіальну дошку на фасаді СШ № 68 у м. Дніпропетровськ.[1]